# Helina quadrum
Helina quadrum är en tvåvingeart som först beskrevs av Fabricius 1805.  Helina quadrum ingår i släktet Helina och familjen husflugor. Arten är reproducerande i Sverige. Inga underarter finns listade i Catalogue of Life.